# François Damiens
François Damiens (Ukkel, 17 januari 1973) is een Belgisch acteur en komiek.

## Biografie
Damiens studeerde internationale handel aan de École pratique des hautes études commerciales (EPHEC, in Sint-Lambrechts-Woluwe) maar belandde nadien in de audiovisuele sector in programma's met verborgen camera, als komiek en als acteur.
Hij werd tweemaal genomineerd voor een César voor beste mannelijke bijrol: in 2011 voor de romantische komedie L'Arnacœur van Pascal Chaumeil en in 2014 voor het drama Suzanne van Katell Quillévéré. Voor L'Arnacœur werd hij in 2011 ook genomineerd voor de Magritte voor de beste acteur in een bijrol. Damiens werd ook gekozen tot voorzitter van de Magritte filmjury in 2015. Ook in 2015 werd hij genomineerd voor de César voor beste acteur voor zijn rol in de tragikomedie La Famille Bélier van Éric Lartigau.
Damiens werd in 2011 geëerd tot ridder in de Franse Orde van Kunsten en Letteren.

## Films (selectie)
- OSS 117 : Le Caire, nid d'espions van Michel Hazanavicius (2006)
- Dikkenek van Olivier Van Hoofstadt (2006)
- Cowboy van Benoît Mariage (2007)
- Taxi 4 van Gérard Krawczyk (2007)
- JCVD van Mabrouk El Mechri (2008)
- Les Enfants de Timpelbach van Nicolas Bary (2008)
- Le Petit Nicolas van Laurent Tirard (2009)
- L'Arnacœur van Pascal Chaumeil (2010)
- Rien à déclarer van Dany Boon (2011)
- Une pure affaire van Alexandre Coffre (2011)
- Ni à vendre ni à louer van Pascal Rabaté (2011)
- La délicatesse van Stéphane en David Foenkinos  (2011)
- Tango Libre van Frédéric Fonteyne (2012)
- Tip Top van Serge Bozon (2013)
- Gare du Nord van Claire Simon (2013)
- Suzanne van Katell Quillévéré (2013)
- Je fais le mort van Jean-Paul Salomé
- La Famille Bélier van Éric Lartigau (2014)
- Les Cowboys van Thomas Bidegain (2015)
- Le Tout Nouveau Testament van Jaco Van Dormael (2015)
- Des Nouvelles de la planète Mars van Dominik Moll (2016)
- La Danseuse van Stéphanie Di Giusto (2016)
- 8 Rue de l'Humanité van Dany Boon (2021)
- Le Procès du chien van Lætitia Dosch (2024)

- Bibsys: 15041863
- Biblioteca Nacional de España: XX4823460
- Bibliothèque nationale de France: cb158096529 (data)
- Gemeinsame Normdatei: 1013171225
- International Standard Name Identifier: 0000 0001 2120 5409
- Library of Congress Control Number: no2011030538
- Nationale Bibliotheek van Tsjechië: xx0205107
- Nationale Bibliotheek van Israël: 987007440023005171
- Nederlandse Thesaurus van Auteursnamen: 376797126
- Réseau des bibliothèques de Suisse occidentale: 02-A023106185
- Système universitaire de documentation: 154729922
- Virtual International Authority File: 10180522
- WorldCat: E39PBJycQW3cXpQFqwY3TqFR8C